# Middletown (Ohio)
Middletown è una città degli Stati Uniti d'America, nelle contee di Butler e Warren, nello Stato dell'Ohio. È la città natale del vicepresidente degli Stati Uniti J.D.Vance.